# Segunda División de Haití
La Ligue Haïtienne 2 es la segunda división de fútbol más importante de Haití y que es organizada por la Federación Haitiana de Fútbol.

## Historia
La liga fue creada en 1999 y actualmente cuenta con la participación de 57 equipos divididos en 4 grupos, en donde el campeón y subcampeón de la segunda ascienden a la Liga de fútbol de Haití.

## Equipos 2020-21
| - Aigle Noir AC - Amateur CS - AS Carrefour - AS Delmas - AS Sud-Est - CS Saint-Louis - Depoze FC - Exafoot FC - FC Delmas - Leg-A-Z FC - Lionceaux FC - PNH FC - Roulado FC - Stars 509 FC - Victoria FC - Akolad FN - AS Aquin - AS Grand-Goâve - Éclair Petit-Goâve - Inter Grand-Goâve - Jérémie FC - Milan SC - Ouragan FC - Paloma Surf FC - Petit-Goâve FC - Petite-Rivière FC - Port Salut FC - Rangers FC - Solution FC | - Accolade GM - Anse à Foleur FC - AS Saint-Louis - AS Saint-Michel - AS Trou du Nord - Athlétic FC - Chansolme FC - Éclair AC - JS Fort Liberté - Limbé FC - Port de Paix FC - Racine GM - US Limonade - Vapor FC - Arcadins FC - AS Borel - AS Verrettes - AS Dessalines - ASJT Tabarre - EPJA FC - Gascogne SC - Lascahobas FC - Olympic SCC - Panthère Noire FC - Roulado SM - US Papaye - US Pont-Sonde - Vision AC |

## Campeones
| Temp.   | Campeón                               | Subcampeón            |
| ------- | ------------------------------------- | --------------------- |
| 1999    | Zénith FC y Topez FC                  |                       |
| 2000    | Dynamite AC y Amateur CS              |                       |
| 2001    | Excelsior AC                          | Triomphe Liancourt FC |
| 2002    | AS Carrefour                          | Victory SC            |
| 2003    | AS Mirebalais y AS Grand-Goâve        |                       |
| 2004/05 | Dynamite AC                           | US Frères             |
| 2005/06 | AS Rivartibonitienne y AS Grand-Goâve |                       |
| 2007    | Valencia FC                           | JS Capoise            |
| 2008/09 | Racing Club Haïtien                   | AS Saint-Louis        |
| 2009    | America des Cayes                     | Éclair AC             |
| 2010/11 | Triomphe Liancourt FC                 | Valencia FC           |
| 2011    | Don Bosco FC                          | Violette AC           |
| 2012    | Racing Club Haïtien                   | Petit-Goâve FC        |
| 2013    | Racine GM                             | AS Capoise            |
| 2014    | PNH FC                                | Ouanaminthe FC        |
| 2015    | Real Hope FA                          | FC Juventus des Cayes |
| 2016    | AS Sud-Est                            | Éclair AC             |
| 2017/18 | Valencia FC                           | Arcahaie FC           |
| 2018    | Violette AC                           | Triomphe Liancourt FC |
| 2019    | FC Juventus des Cayes                 | US Rivertibonitienne  |

## Títulos por club
| Club                  | Títulos | Subtítulos | Años campeón  | Años subcampeón |
| --------------------- | ------- | ---------- | ------------- | --------------- |
| Valencia FC           | 2       | 1          | 2007, 2017/18 | 2010/11         |
| Dynamithe AC          | 2       | 0          | 2000, 2004/05 |                 |
| AS Grand-Goâve        | 2       | 0          | 2003, 2005/06 |                 |
| Racing Club Haïtien   | 2       | 0          | 2008/09, 2012 |                 |
| Triomphe Liancourt FC | 1       | 2          | 2010/11       | 2001, 2018      |
| Violette AC           | 1       | 1          | 2018          | 2011            |
| FC Juventus des Cayes | 1       | 1          | 2019          | 2015            |
| Zénith FC             | 1       | 0          | 1999          |                 |
| Topez FC              | 1       | 0          | 1999          |                 |
| Amateur CS            | 1       | 0          | 2000          |                 |
| Excelsior AC          | 1       | 0          | 2001          |                 |
| AS Carrefour          | 1       | 0          | 2002          |                 |
| AS Mirebalais         | 1       | 0          | 2003          |                 |
| AS Rivertibonitienne  | 1       | 0          | 2005/06       |                 |
| America des Cayes     | 1       | 0          | 2009          |                 |
| Don Bosco FC          | 1       | 0          | 2011          |                 |
| Racine GM             | 1       | 0          | 2012          |                 |
| PNH FC                | 1       | 0          | 2014          |                 |
| Real Hope FA          | 1       | 0          | 2015          |                 |
| AS Sud-Est            | 1       | 0          | 2016          |                 |
| Éclair AC             | 0       | 2          | ----          | 2009, 2016      |
| Victory SC            | 0       | 1          | ----          | 2002            |
| US Frères             | 0       | 1          | ----          | 2004/05         |
| JS Capoise            | 0       | 1          | ----          | 2007            |
| AS Saint-Louis        | 0       | 1          | ----          | 2008/09         |
| Petit-Goâve FC        | 0       | 1          | ----          | 2012            |
| AS Capoise            | 0       | 1          | ----          | 2013            |
| Ouanaminthe FC        | 0       | 1          | ----          | 2014            |
| Arcahaie FC           | 0       | 1          | ----          | 2017/18         |
| US Rivartibonitienne  | 0       | 1          | ----          | 2019            |